# Gudrun Lingner
Gudrun Lingner ist eine deutsche Diplomatin. Sie war von Juli 2020 bis Sommer 2022 Botschafterin und Ständige Vertreterin der Bundesrepublik Deutschland bei der Organisation für das Verbot chemischer Waffen (OVCW).

## Leben
Gudrun Lingner trat 1998 in den Auswärtigen Dienst ein. Zuvor hatte sie als Journalistin gearbeitet.
Nach Abschluss der Diplomatenausbildung blieb sie zunächst als Referentin an der Aus- und Fortbildungsstätte des Auswärtigen Amts. Es folgte eine Auslandsverwendung als Referentin für politische Angelegenheiten in der Botschaft Pretoria (Südafrika) und eine Tätigkeit im Sonderstab Afghanistan des Auswärtigen Amts. Anschließend an eine Verwendung im Parlaments- und Kabinettsreferat des Außenministeriums leitete sie von 2008 bis 2011 das Presse- und Kulturreferat der Botschaft Singapur und wechselte dann in gleicher Funktion, ergänzt um den Aufgabenbereich der wissenschaftlichen Zusammenarbeit an das Generalkonsulat Shanghai.
2014 erfolgte die Versetzung nach Paris, wo sie zunächst an der Botschaft das Wirtschaftsreferat leitete, ehe sie als Austauschdiplomatin für die deutsch-französische Zusammenarbeit in das französische Außenministerium wechselte.
Ab Juli 2020 war Lingner die Ständige Vertreterin der Bundesrepublik Deutschland bei der Organisation für das Verbot chemischer Waffen (OVCW/OPCW) und löste dabei Christine Weil ab. Sie wurde Mitte 2022 durch Thomas Schieb abgelöst und wechselte als Beauftragte für Exportkontrolle in das Auswärtige Amt, unter anderem zuständig für den Vertrag über den Waffenhandel.
Lingner ist verheiratet und hat zwei Söhne.